# 익산 문수사 대웅전
익산 문수사 대웅전(益山 文殊寺 大雄殿)은 대한민국 전북특별자치도 익산시 여산면 문수사에 있는 대웅전이다. 1984년 4월 1일 전라북도의 문화재자료 제89호로 지정되었다.

## 개요
천호산 아래 위치한 문수사는 사적비에 의하면 신라 헌강왕 7년(881년) 혜감대사가 창건하고 조선 정종 원년 함허선사가 중창하였으며, 고종 26년 허주대사가 중수하였다고 기록되어 있다.
주변 지형으로 보면 창건 당시에는 규모가 튼 사찰이었을 것으로 보이지만 현재는 대웅전, 극락전, 명부전, 요사 등의 건물만 남아 있다.
대웅전은 정면 3칸, 측면 2칸의 맞배지붕을 한 작은 건물이지만 후면 벽면이 판벽으로 되어 있는 특이한 건물로서 현재는 삼성각으로 사용하고 있다.

## 참고 자료
- 문수사대웅전 - 국가유산청 국가유산포털